# 白皮乌口树
白皮乌口树（学名：Tarenna depauperata）为茜草科乌口树属下的一个种。

## 扩展阅读
- 維基物種上的相關：白皮乌口树